# Tylototriton
Tylototriton és un gènere d'amfibis caudats de la família Salamandridae que habiten el sud d'Àsia, des de l'Índia fins a la Xina.

## Taxonomia
El gènere Tylototriton inclou 25 espècies:
- Tylototriton anguliceps Le, Nguyen, Nishikawa, Nguyen, Pham, Matsui, Bernardes, and Nguyen, 2015
- Tylototriton anhuiensis Qian, Sun, Li, Guo, Pan, Kang, Wang, Jiang, Wu, and Zhang, 2017
- Tylototriton asperrimus Unterstein, 1930
- Tylototriton broadoridgus Shen, Jiang, and Mo, 2012
- Tylototriton dabienicus Chen, Wang, and Tao, 2010
- Tylototriton hainanensis Fei, Ye, and Yang, 1984
- Tylototriton himalayanus Khatiwada, Wang, Ghimire, Vasudevan, Paudel, and Jiang, 2015
- Tylototriton kachinorum Zaw, Lay, Pawangkhanant, Gorin, and Poyarkov, 2019
- Tylototriton kweichowensis Fang and Chang, 1932
- Tylototriton liuyangensis Yang, Jiang, Shen, and Fei, 2014
- Tylototriton lizhengchangi Hou, Zhang, Jiang, Li and Lu, 2012
- Tylototriton ngarsuensis Grismer, Wood, Quah, Thura, Espinoza, Grismer, Murdoch, and Lin, 2018
- Tylototriton notialis Stuart, Phimmachak, Sivongxay, and Robichaud, 2010
- Tylototriton panhai Nishikawa, Khonsue, Pomchote, and Matsui, 2013
- Tylototriton podichthys Phimmachak, Aowphol, and Stuart, 2015
- Tylototriton pseudoverrucosus Hou, Gu, Zhang, Zeng, and Lu, 2012
- Tylototriton shanjing Nussbaum, Brodie, and Yang, 1995
- Tylototriton shanorum Nishikawa, Matsui, and Rao, 2014
- Tylototriton taliangensis Liu, 1950
- Tylototriton uyenoi Nishikawa, Khonsue, Pomchote, and Matsui, 2013
- Tylototriton verrucosus Anderson, 1871
- Tylototriton vietnamensis Böhme, Schöttler, Nguyen, and Köhler, 2005
- Tylototriton wenxianensis Fei, Ye, and Yang, 1984
- Tylototriton yangi Hou, Zhang, Zhou, Li, and Lu, 2012
- Tylototriton ziegleri Nishikawa, Matsui, and Nguyen, 2013